# Setellia nigra
Setellia nigra är en tvåvingeart som först beskrevs av Ignaz Rudolph Schiner 1868.  Setellia nigra ingår i släktet Setellia och familjen Richardiidae. Inga underarter finns listade i Catalogue of Life.